# جورج وليامز (ملحن)
جورج وليامز (بالإنجليزية: George Williams)‏ هو موسيقي وملحن أمريكي، ولد في 5 نوفمبر 1917 في نيو أورلينز في الولايات المتحدة، وتوفي في 17 أبريل 1988.

## وصلات خارجية
- جورج وليامز على موقع IMDb (الإنجليزية)
- جورج وليامز على موقع ميوزك برينز (الإنجليزية)
- جورج وليامز على موقع أول ميوزيك (الإنجليزية)
- جورج وليامز على موقع ديسكوغز (الإنجليزية)